# Castrillo del Val
Castrillo del Val é um município da Espanha na província de Burgos, comunidade autónoma de Castela e Leão, de área 22,544 km² com população de 637 habitantes (2007) e densidade populacional de 22,80 hab/km².

## Demografia
| Variação demográfica do município entre 1991 e 2004 | Variação demográfica do município entre 1991 e 2004 | Variação demográfica do município entre 1991 e 2004 | Variação demográfica do município entre 1991 e 2004 |
| --------------------------------------------------- | --------------------------------------------------- | --------------------------------------------------- | --------------------------------------------------- |
| 1991                                                | 1996                                                | 2001                                                | 2004                                                |
| 199                                                 | 347                                                 | 565                                                 | 515                                                 |